# Das Imaginäre
Das Imaginäre ist ein Sammelbegriff für alles „Bildhafte“. Darunter fallen materielle Bilder, aber auch mentale Vorstellungsbilder, seien diese individuell oder kollektiv. Im engeren Sinn bezeichnet der Begriff in der Theorie des französischen Psychoanalytikers Jacques Lacan – analog zu den Begriffen des Symbolischen und des Realen – eine der drei Strukturbestimmungen des Psychischen. In einem allgemeinen Sinn des alltäglichen Sprachgebrauchs versteht man unter „imaginär“ so viel wie „scheinhaft, scheinbar, nur in der Vorstellung stattfindend, unwahr, fiktiv“. Eine weitere Verwendung findet sich in der Mathematik, siehe: Imaginäre Zahl.

## Begriffsgeschichte
Der Begriff „imaginär“ leitet sich vom lateinischen Wort für „Bild“ (imago) sowie von „Imagination“ (Vorstellungskraft, Einbildungskraft) und dem Adjektiv imaginarius („eingebildet“) ab. Der Begriff des Imaginären taucht bereits in der mittelalterlichen Philosophie auf und wird der Sache nach bereits bei Aristoteles als Phantasie behandelt. Die ausschließliche Konnotation des Begriffs „imaginär“ mit „eingebildet“ ist insbesondere im deutschen Sprachraum bis heute wirksam, wodurch als imaginär oft unwirkliche, nur vorgestellte Gegenstände bezeichnet werden, insbesondere Trugbilder, Halluzinationen, Täuschungen und vor allem Hirngespinste.
In anderen Ländern ist der Begriff nicht derart negativ konnotiert, sondern wird eher mit dem neutraleren Wort imago verknüpft, aus welchem sich sowohl im Englischen wie im Französischen die gängigen Begriffe für „Bild“ (image) ableiten. Insbesondere in Frankreich haben sich seit Jahrzehnten umfangreiche, interdisziplinäre Forschungen zum l’imaginaire etabliert, an der insbesondere Philosophie und Soziologie intensiv beteiligt sind. Wichtige Autoren in diesem Zusammenhang sind Michel Maffesoli, Jean-Luc Nancy, aber auch Jean-Paul Sartre, der 1940 ein Buch mit dem Titel Das Imaginäre verfasste. Eine umfassende Theorie des gesellschaftlichen Imaginären leistete v. a. Cornelius Castoriadis. In Ansätzen sind Analysen eines kollektiven Imaginären bereits bei Émile Durkheim zu finden. Im deutschsprachigen Raum gewinnt der Begriff erst im Zuge der neu entstehenden Bildwissenschaft (visual studies) und der ikonischen Wende einerseits, infolge der zunehmenden Lacan-Rezeption andererseits, an wissenschaftlichem Einfluss.

## Verwendung bei Lacan
Im engeren Sinne wird der Begriff im Kontext der Theorie des französischen Psychoanalytikers Jacques Lacan verwendet. Bei Lacan bezeichnet „das Imaginäre“ eines der drei Register des Psychischen. Das Imaginäre ist bildhaft und dual organisiert und wird insbesondere im Spiegelstadium ausgebildet. Es ist der Ort der Selbstidentifikation, des Selbstbildes, aber auch des Verkennens und der Täuschung. Zum Imaginären gehört auch der Bereich des Begehrens (siehe: Objekt klein a) sowie der Phantasmen.

## Kunst
Die Konzeptkunst ist hier wichtig. Der Einfluss André Malraux’ auf die Kunst nach 1945 (Le Musée imaginaire) kann nicht überschätzt werden. Ungeklärt ist, wie stark die Einflüsse von Marcel Duchamp und André Malraux verteilt sind. Daniel Spoerri mit seinem Musée Sentimental, Marcel Broodthaers mit seinem Adler-Museum (1968–72) sind hier zu nennen. Das 1991 von Hans-Peter Porzner gegründete imaginäre Museum für Moderne Kunst München war ausgerichtet auf die Analyse des Kunstbetriebs (Kunstbetriebskunst). Ab 1995 trennt sich hier das künstlerische Projekt vom Künstler ab und erhält eine eigene Bedeutung, d. h. das imaginäre Museum entfaltet eine eigene Ikonografie, indem es sich einem realen Museum annähert.